# Henry Sebastian D’Souza
Henry Sebastian D’Souza (ur. 20 stycznia 1926 w Igatpuri, zm. 27 czerwca 2016) – indyjski duchowny katolicki, arcybiskup Kalkuty 1986-2002.

## Życiorys
Święcenia kapłańskie otrzymał 24 sierpnia 1948.
24 stycznia 1974 papież Paweł VI mianował go biskupem diecezjalnym Cuttack-Bhubaneswar. 5 maja tego samego roku z rąk arcybiskupa Johna Gordona przyjął sakrę biskupią. 29 marca 1985 powierzono mu obowiązki arcybiskupa koadiutora Kalkuty. 5 kwietnia 1986 objął godność arcybiskupa. W latach 1984–1993 był przewodniczącym Federacji Konferencji Episkopatów Azji.
2 kwietnia 2002 ze względu na wiek na ręce papieża Jana Pawła II złożył rezygnację z zajmowanej funkcji.
Zmarł 27 czerwca 2016.